# Panchkula
Panchkula – miasto w Indiach, w stanie Hariana. W 2011 roku liczyło 211 355 mieszkańców.